# Старошийка
Староши́йка — село в Україні, у Тетерівській сільській територіальній громаді Житомирського району Житомирської області. Населення становить 306 осіб (2001).

## Історія
Колишні назви — Рудня-Старошийка, Стара Шийка. У 1906 році село Троянівської волості Житомирського повіту Волинської губернії. Відстань від повітового міста 30 верст, від волості 27. Дворів 57, мешканців 322.
У 1923—54 роках — адміністративний центр колишньої Старошийківської сільської ради Житомирського району.

## Відомі люди
- Кирейчиков Антон Вікторович (2000—2022) — старший солдат Збройних Сил України, учасник російсько-української війни.